# Scottish League One 2018-2019
La Scottish League One 2018-2019 è stata la 44ª edizione di quella che era la Scottish Second Division e la sesta sotto la nuova denominazione.

## Squadre partecipanti
| Squadra         | Città         | Stadio                     | Capienza | Posizione 2017-2018                                                        |
| --------------- | ------------- | -------------------------- | -------- | -------------------------------------------------------------------------- |
| Airdrieonians   | Airdrie       | Excelsior Stadium          | 10,170   | 7º posto                                                                   |
| Arbroath        | Arbroath      | Gayfield Park              | 6,600    | 4º posto                                                                   |
| Brechin City    | Brechin       | Glebe Park                 | 3,960    | 10º posto in Scottish Championship 2017-2018                               |
| Dumbarton       | Dumbarton     | Dumbarton Football Stadium | 2,020    | 9º posto in Scottish Championship 2017-2018, perdente play-out.            |
| East Fife       | Methil        | Bayview Stadium            | 1,980    | 6º posto                                                                   |
| Forfar Athletic | Forfar        | Station Park               | 6,777    | 8º posto                                                                   |
| Montrose        | Montrose      | Links Park                 | 4,936    | 1º posto in Scottish League Two 2017-2018                                  |
| Raith Rovers    | Kirkcaldy     | Stark's Park               | 8,473    | 2º posto                                                                   |
| Stenhousemuir   | Stenhousemuir | Ochilview Park             | 3,746    | 2º posto in Scottish League Two 2017-2018, vincitrice play-off promozione. |
| Stranraer       | Stranraer     | Stair Park                 | 2,988    | 5º posto                                                                   |

## Classifica finale
|  | Pos. | Squadra         | Pt | G  | V  | N  | P  | GF | GS | DR  |
|  | ---- | --------------- | -- | -- | -- | -- | -- | -- | -- | --- |
|  | 1.   | Arbroath        | 70 | 36 | 20 | 10 | 6  | 63 | 38 | +25 |
|  | 2.   | Forfar Athletic | 63 | 36 | 19 | 6  | 11 | 54 | 47 | +7  |
|  | 3.   | Raith Rovers    | 60 | 36 | 16 | 12 | 8  | 74 | 48 | +26 |
|  | 4.   | Montrose        | 51 | 36 | 15 | 6  | 15 | 49 | 50 | −1  |
|  | 5.   | Airdrieonians   | 48 | 36 | 14 | 6  | 16 | 51 | 44 | +7  |
|  | 6.   | Dumbarton       | 46 | 36 | 12 | 10 | 14 | 60 | 60 | 0   |
|  | 7.   | East Fife       | 46 | 36 | 13 | 7  | 16 | 49 | 56 | −7  |
|  | 8.   | Stranraer       | 42 | 36 | 11 | 9  | 16 | 45 | 57 | −12 |
|  | 9.   | Stenhousemuir   | 37 | 36 | 10 | 7  | 19 | 35 | 61 | −26 |
|  | 10.  | Brechin City    | 36 | 36 | 9  | 9  | 18 | 42 | 61 | −19 |

Legenda:

      Campione di League One e promossa in Championship
      Ammesse ai play-off per la Championship
      Ammesse ai play-out per la League Two
      Retrocessa in League Two
Note:

Tre punti a vittoria, uno a pareggio, zero a sconfitta.

## Post season

### Play-off promozione
Ai play-off partecipano la 2ª, 3ª e 4ª classificata della League One (Forfar Athletic, Raith Rovers, Montrose) e la 9ª classificata della Championship 2018-2019 (Queen of the South).

#### Semifinali
| Squadra 1    | Totale | Squadra 2          | Andata | Ritorno |
| ------------ | ------ | ------------------ | ------ | ------- |
| Montrose     | 2 – 6  | Queen of the South | 2 – 1  | 1 – 5   |
| Raith Rovers | 3 – 2  | Forfar Athletic    | 2 – 1  | 1 - 1   |

#### Finale
| Squadra 1    | Totale | Squadra 2          | Andata | Ritorno |
| ------------ | ------ | ------------------ | ------ | ------- |
| Raith Rovers | 1 – 3  | Queen of the South | 1 – 3  | 0 – 0   |

### Play-out
Ai play-out partecipano la 2ª, 3ª e 4ª classificata della League Two 2018-2019 (Clyde, Edinburgh City, Annan Athletic) e la 9ª classificata della League One 2018-2019 (Stenhousemuir).

#### Semifinali
| Squadra 1      | Totale | Squadra 2     | Andata | Ritorno |
| -------------- | ------ | ------------- | ------ | ------- |
| Annan Athletic | 4 – 1  | Stenhousemuir | 2 – 0  | 2 – 1   |
| Edinburgh      | 0 – 4  | Clyde         | 0 – 1  | 0 - 3   |

#### Finale
| Squadra 1      | Totale | Squadra 2 | Andata | Ritorno |
| -------------- | ------ | --------- | ------ | ------- |
| Annan Athletic | 1 – 2  | Clyde     | 1 – 0  | 0 – 2   |

## Verdetti
- Arbroath: Vincitore della Scottish League One, promosso in Scottish Championship 2019-2020.
- Stenhousemuir: Perdente dei play-out, retrocesso in Scottish League Two 2019-2020.
- Brechin City: Ultimo della Scottish League One, retrocesso in Scottish League Two 2019-2020.